# Jagiełłowiczowie herbu Łabędź
Jagiełłowiczowie herbu Łabędź – polski ród szlachecki, pochodzenia wielkolitewskiego. 

## Historia
Według Adama Bonieckiego ród ten pochodził z Wielkiego Księstwa Litewskiego i wywodził się od bojarów trockich, a dopiero później przeniósł się do województwa bełskiego.

## Znani przedstawiciele
- Franciszek Jagiełłowicz - starosta wendeński (1697)
- Tomasz Aleksander Jagiełłowicz - komornik ziemski bełski (1676)